# 공근
공근(孔僅, ? ~ ?)은 전한 중기의 관료로, 남양군 사람이다.

## 행적
본래 철을 파는 거상(巨商)이었는데, 큰돈을 버니 정당시가 무제에게 천거하여 낙양의 상인 상홍양 · 제나라 소금장수 동곽함양(東郭咸陽)과 함께 임용되었고, 이때 공근은 대농승(大農丞)이 되었다. 공근 등은 소금과 철의 전매제를 시행하여 국가 재정에 막대한 이득을 안겼다.
원정 2년(기원전 115), 대농령에 임명되었다.

## 출전
- 사마천, 《사기》 권30 평준서(平準書)
- 반고, 《한서》 권19하 백관공경표(百官公卿表) 下

| 전임 정부 | 전한의 대농령 기원전 115년 ~ 기원전 113년? | 후임 객 |